# Kallitechnoúpoli
Kallitechnoúpoli, i direktöversättning Konstnärsstad, är en ort i Grekland.   Den ligger i prefekturen Nomarchía Anatolikís Attikís och regionen Attika, i den sydöstra delen av landet, 22 km öster om huvudstaden Aten. Kallitechnoúpoli ligger 192 meter över havet och antalet invånare är 923.
Terrängen runt Kallitechnoúpoli är kuperad åt nordväst, men åt sydost är den platt. Havet är nära Kallitechnoúpoli åt nordost.  Närmaste större samhälle är Ilioúpoli, 19,7 km sydväst om Kallitechnoúpoli. 